# 宝兴薹草
宝兴薹草（学名：Carex moupinensis）是莎草科薹草属的植物，是中国的特有植物。分布在中国大陆的云南、贵州、四川、湖北等地，生长于海拔1,000米至1,300米的地区，常生长在山坡阴处、路旁和沟边，目前尚未由人工引种栽培。